# Циклопентанон
Циклопентано́н — циклический кетон, состоящий из четырёх метиленовых групп и карбонильной группы. (CH2)4CO.

## Физические свойства
Бесцветная жидкость с характерным запахом. Температура кипения 130—131 °C. Умеренно растворяется в воде, хорошо в этаноле и диэтиловом эфире.

## Получение
- Получают пиролизом адипиновой кислоты в присутствии солей бария[3] или кальция (циклизация Ружички).
- Другой способ заключается в каталитическом окислении циклопентена кислородом воздуха[4].
- Также используется окисление циклопентана[5].

## Химические свойства
Химические свойства аналогичны ациклическим кетонам. Образует оксим.

## Применение
Циклопентанон в основном используется в качестве ароматизатора. Также он является прекурсором для синтеза различных органических соединений (например, жасмона, мизопростола, en:Cyclopentamine).

## Токсикология и безопасность
Циклопентанон раздражающе действует на кожу и органы дыхания, а смесь его паров с воздухом взрывоопасна. В больших концентрациях обладает наркотическим действием.